# Wong Meng Kong
Dans ce nom chinois, le nom de famille, Wong, précède le nom personnel.
Pour les articles homonymes, voir Wong.
Wong Meng Kong est un joueur d'échecs singapourien né le 18 septembre 1963, quatre fois champion de Singapour et grand maître international depuis 1999.
Au 1er janvier 2024, il est le treizième joueur singapourien avec un classement Elo de 2 189 points.

## Carrière aux échecs
En 1979, Wong Meng Kong remporta le Championnat d'Asie junior (joueurs de moins de vingt ans).
Il remporta le championnat de Singapour d'échecs quatre fois : en 1986 et trois de suite de 1988 à 1991.
Il est le premier joueur singapourien à obtenir le titre de grand maître international en 1999.
Wong Meng Kong représenta Singapour lors de onze olympiades de 1982 à 2006, jouant au premier échiquier en 1996 (7 points sur 13) et 2006 (5/11) et marquant 63 points en 118 parties. Il battit les grands maîtres Jonathan Speelman (lors de l'Olympiade d'échecs de 1992), Igor Miladinović (lors de l'olympiade de 2000) et Pablo Ricardi (en 2002).
En 1987, il remporta la médaille de bronze par équipe au championnat d'Asie d'échecs des nations disputé à Singapour.
En 2006, il finit troisième ex æquo du tournoi zonal qualificatif pour la Coupe du monde d'échecs 2007.
En février 2023, à près de soixante ans, il fait son retour au championnat de Singapour et finit seizième ex æquo avec la moitié des points.